# Bikram yoga

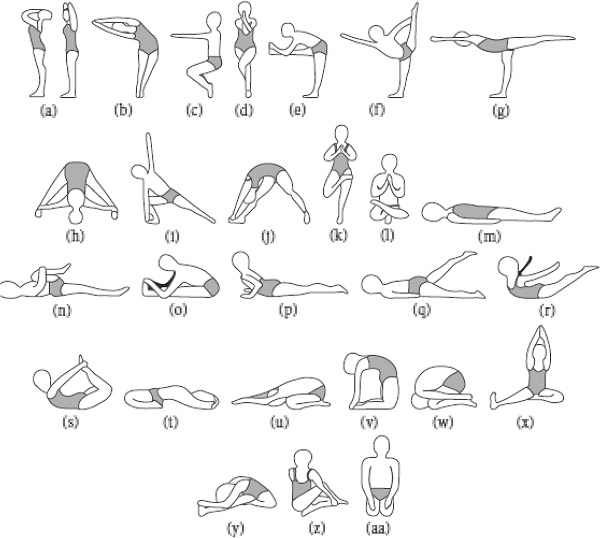

Le Bikram yoga est un type de yoga que Bikram Choudhury (en) a synthétisé à partir du hatha yoga, mais critiqué pour son aspect commercial, ainsi que pour les risques sur la santé — notamment cardiovasculaires — liés à sa pratique dans des pièces chauffées à au moins 40 °C.

## Histoire
Cette technique est popularisée au début des années 1970,. Bikram Choudhury, né à Calcutta, est le fondateur du Yoga College of India de Los Angeles. Le premier centre de Yoga Bikram ouvert en France est créé à Marseille, par Corinne Korsia, en 2001 : le Centre bikram yoga. Pour pouvoir enseigner cette pratique, il faut disposer d’un diplôme spécifique.

## Pratique
Il existe différentes formes de Yoga chaud (série de postures faites dans une pièce chauffée) tels que le Forrest yoga, le Power Yoga, le TriBalance Yoga ou encore le Moksha Yoga.
Le Bikram Yoga est pratiqué dans une pièce chauffée à 40,6 °C avec une humidité de 40 % et est la forme la plus populaire de Yoga chaud. Les cours de Bikram durent 90 minutes et sont constitués d'une série de 26 poses et de deux exercices de respiration, ce sont toujours les mêmes poses et elles sont toujours effectuées dans le même ordre.
Le Bikram Yoga est pratiqué notamment par Anne Hathaway, Joe Rogan, Kareem Abdul-Jabbar, Kobe Bryant, David Beckham, Lady Gaga, Ashton Kutcher, Robbie Williams, Andy Murray, Jennifer Farley, Benedict Cumberbatch, Richard Armitage, etc.

## Dangers
Le Bikram yoga présente des risques d’accidents cardiaques en raison de l’atmosphère confinée. La température élevée diminue la conscience de ses limites musculaires et peut occasionner des blessures. Elle accélère artificiellement la souplesse.
Les pratiquants peuvent rencontrer divers problèmes comme des étourdissements, des malaises, des nausées, une extrême fatigue, des crampes et de la déshydratation.
Il existe également des risques d’hyperthermie, dans une atmosphère chaude et humide, et en faisant un exercice physique. Si le corps est privé des moyens naturels d’homéothermie (régulation de la température), du fait d’un fort taux d’humidité, l’évaporation cutanée ne peut plus se faire correctement. Ou encore des risques d’hypotension, qui se caractérisent par une vasodilatation faisant baisser la pression artérielle.

## Critiques
Choudhury a fait l'objet de plusieurs poursuites pour harcèlement sexuel, agressions, racisme et homophobie (anglais : Bikram Choudhury § Sexual abuse). En 2016, il a fui en Inde, où il a continué à enseigner le yoga. Son ancienne avocate, Minakshi Jafa-Bodden, a pris la direction de Bikram, Inc. aux États-Unis, après avoir obtenu gain de cause dans une action en justice qui lui a attribué 7 millions de dollars de dommages et intérêts, Choudhury ayant quitté le pays pour éviter le paiement,.
Les accusations portées contre Choudhury ont fait l'objet d'un documentaire produit par Netflix en 2019, intitulé Bikram: Yogi, Guru, Predator (en). Le documentaire explore également les débuts de Choudhury en Inde, principalement racontés par Choudhury lui-même, en contraste avec les témoignages de plusieurs femmes affirmant avoir été agressées et harcelées par lui. Elles décrivent Choudhury comme un narcissique charismatique mais abusif et grossier, qui prenait plaisir à se moquer de l'apparence physique de ses élèves, tout en exerçant un pouvoir financier et émotionnel sur nombre d'entre elles,.
Le yoga bikram connait des critiques, notamment de la part de professeurs de yoga. Ils essayent de mettre en garde sur les dangers de cette pratique, selon eux, ce n’est pas une forme de yoga scientifiquement reconnue par les maîtres indiens, mais plutôt un coup de marketing. Le principe d’astreindre le corps à des exercices intensifs sous la chaleur est en opposition totale avec les valeurs du yoga. La formation des enseignants est remise en question, car celle du yoga bikram dure neuf semaines, alors qu’il est nécessaire de suivre quatre ans de cours dans les écoles de yoga. Bikram Choudhury a breveté sa méthode, il interdit à quiconque d’enseigner sans avoir suivi sa formation coûteuse et impose une franchise. Il est accusé par la communauté yogi de s’approprier une tradition vieille de 5 000 ans dans un but commercial.

Un article du Monde résume ces aspects en 2013 : 

« A Los Angeles, Bikram Choudhury devient le "gourou des stars". Dans les années 1990, alors que les yogas anglo-saxons percent à l'international, dépouillés de leurs attributs hippie, il crée sa marque. Il cherche même à breveter son enchaînement, provoquant les foudres de la communauté yogi. [...] La méthode Bikram est donc devenue au yoga ce que Starbucks est au café : une version efficace, omniprésente, self-service (les professeurs interviennent peu) et, pour certains, sans âme, dénuée de spiritualité. »